# Weinmannia arguta
Weinmannia arguta är en tvåhjärtbladig växtart som först beskrevs av Luciano Bernardi, och fick sitt nu gällande namn av Edward Bradford. Weinmannia arguta ingår i släktet Weinmannia och familjen Cunoniaceae. Inga underarter finns listade i Catalogue of Life.